# Дорога воспоминаний и товарищества

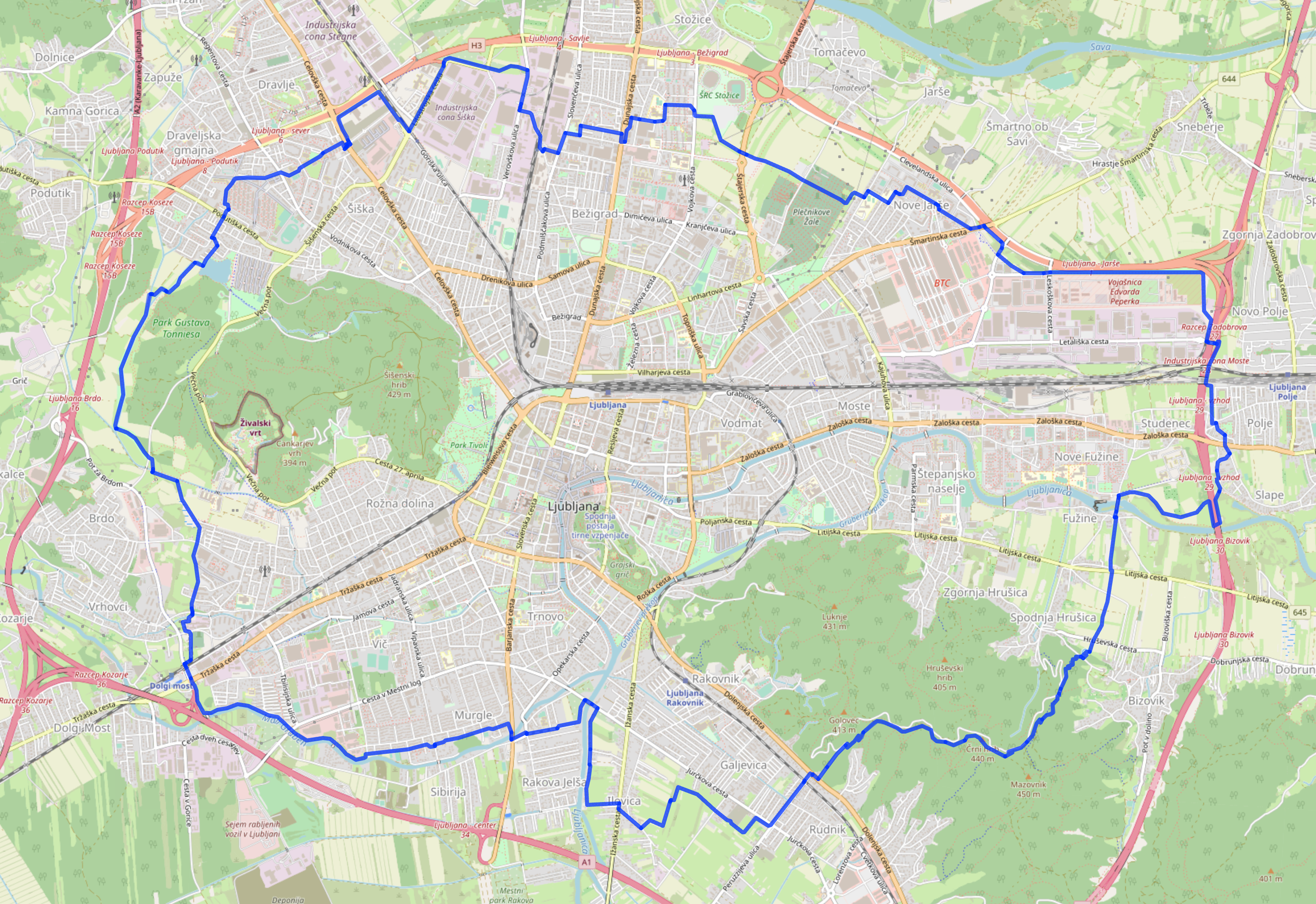
Дорога на карте Любляны

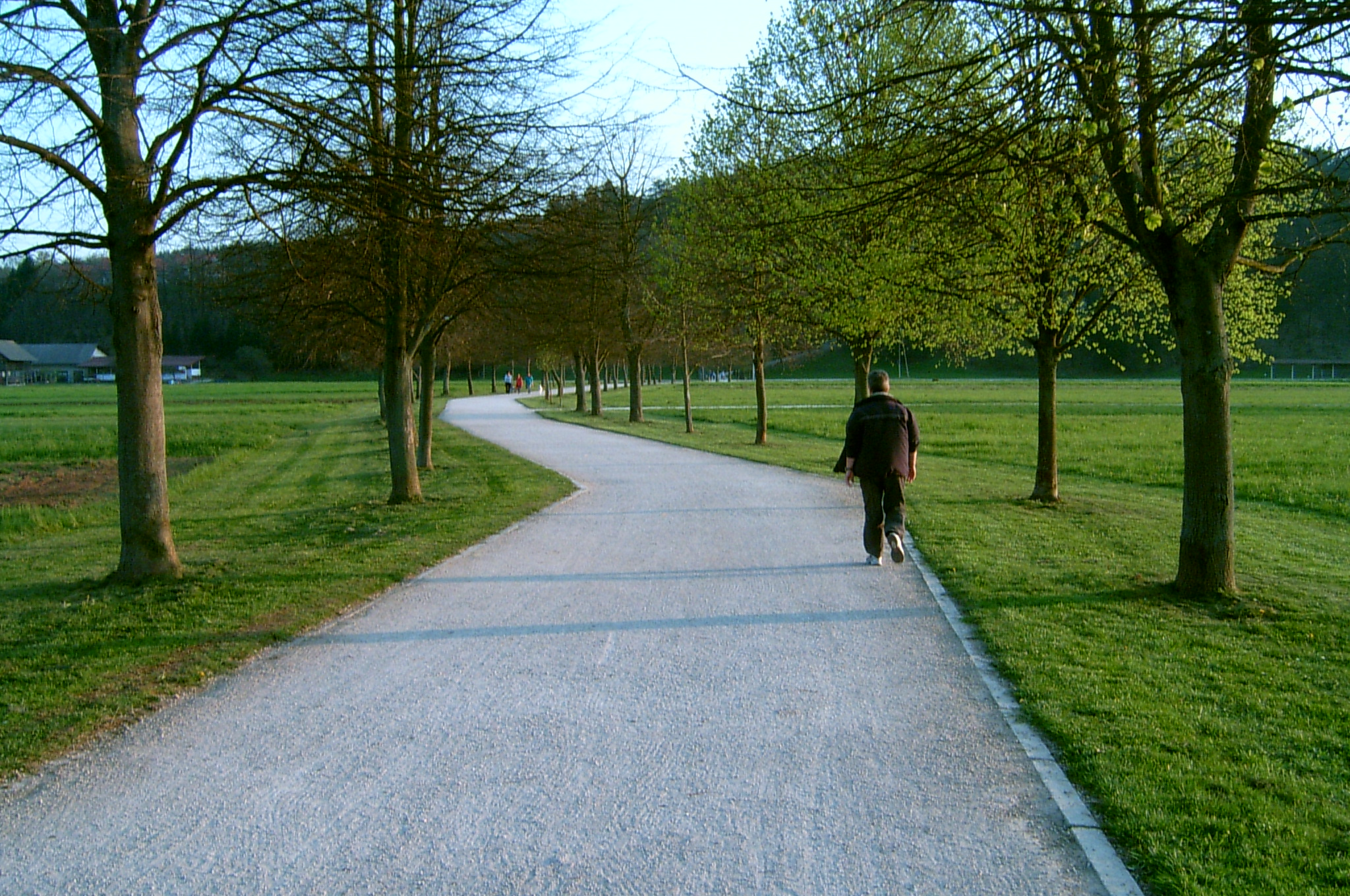
Дорога через холм Головец

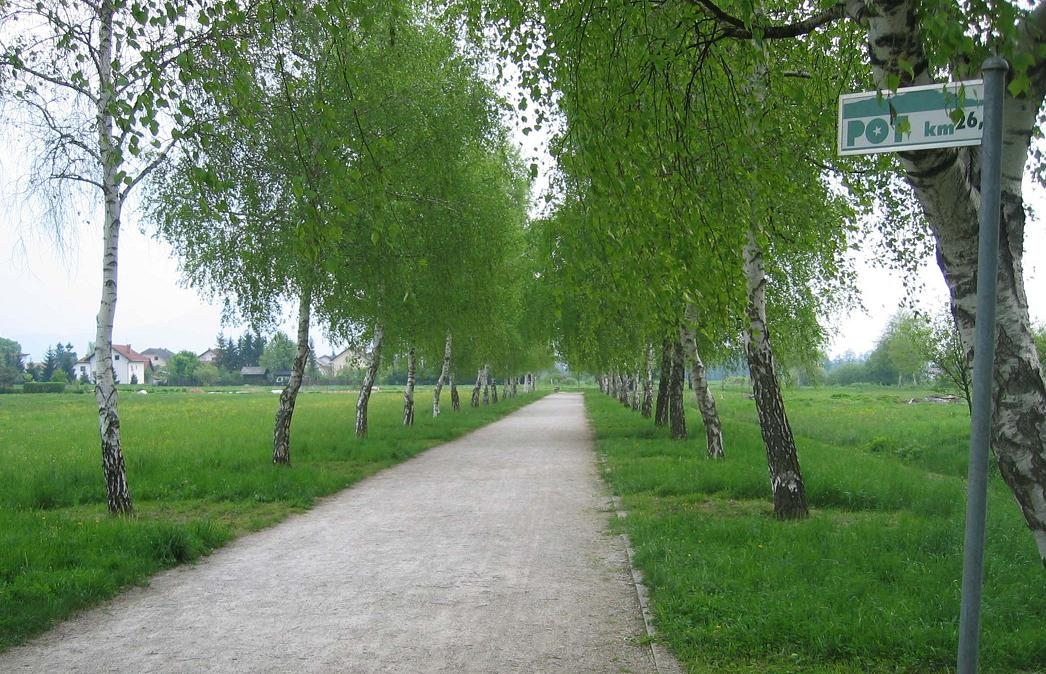
Группа деревьев у Галевицы

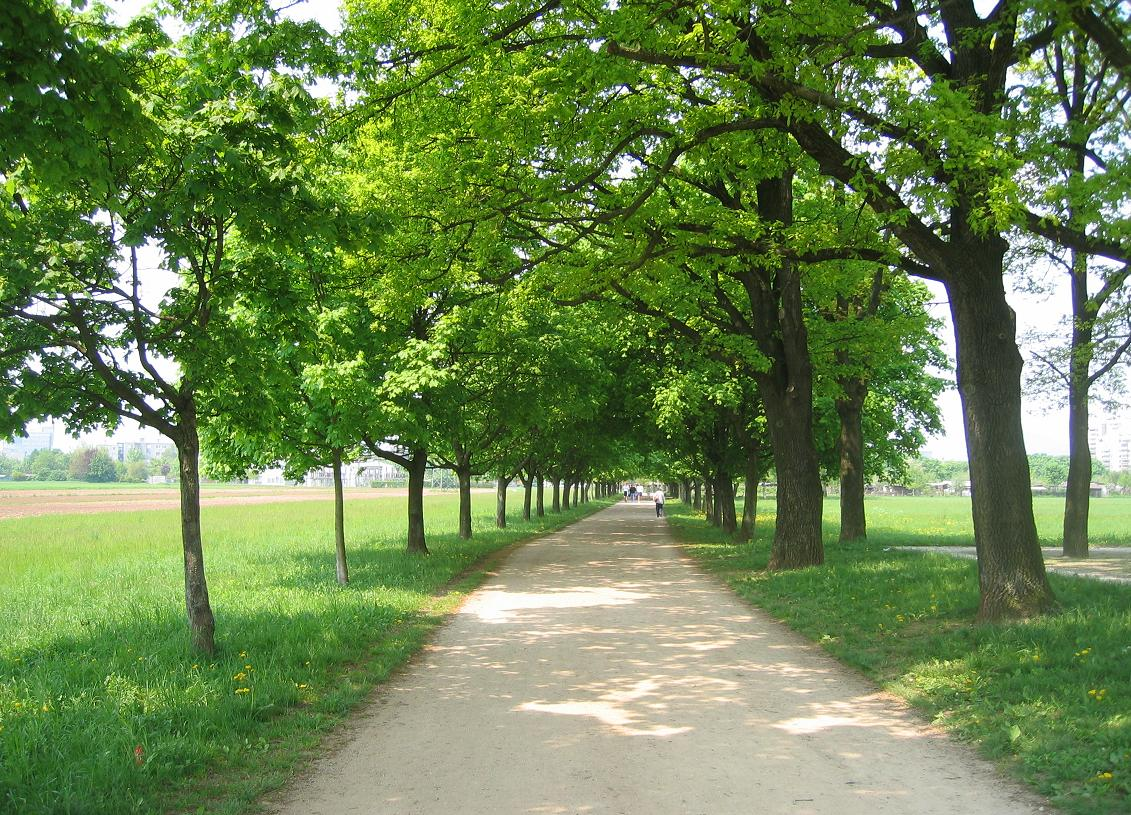
Группа деревьев в Бежиграде

Дорога воспоминаний и товарищества (словен. Pot spominov in tovarištva) — белая песчаная дорога в Любляне протяжённостью 34 километра, вымощенная вокруг города на том месте, где с 1942 по 1945 годы стояла колючая проволока, возведённая итальянскими войсками.

## Описание
На протяжении всей дороги стоят 102 памятных камня и многочисленные памятники и бункеры времён войны. На некоторых участках установлены группы из 88 деревьев, поскольку президент СФРЮ Иосип Броз Тито умер на 88-м году жизни, не дожив всего три дня до дня рождения. Сама дорога предназначена исключительно для пешеходов и велосипедистов, движение моторизированных транспортных средств там строго запрещено. Ежегодно с 1946 года в Любляне проводится спортивный фестиваль «Поход вокруг Любляны».

## Маршрут
Дорога проходит через следующие кварталы Любляны и холмы:
- Вич
- холм Рожник
- Косезе
- Шишка
- Бежиград
- Жале
- Нове-Ярше
- Поле
- Фужине
- холм Головец
- Мургле